# 福野夜高祭

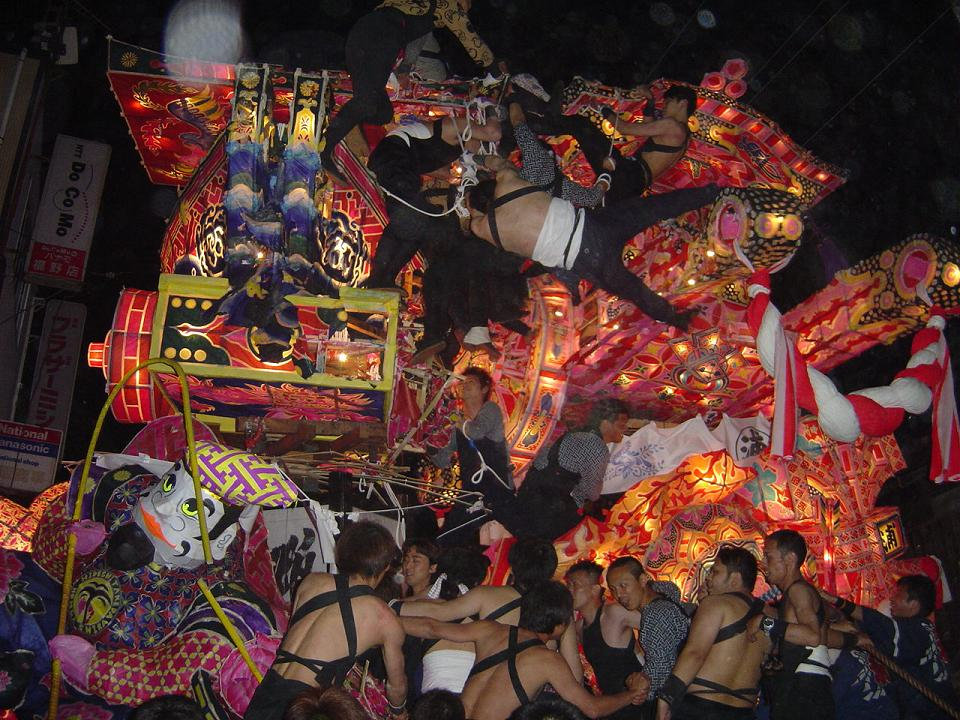
福野夜高祭

福野夜高祭（ふくのよたかまつり）は、富山県南砺市福野地域の市街地で毎年5月1日から3日に行われる江戸時代中期より続く福野神明社の春季祭礼（神事）である。5月1・2日の宵祭りには夜高行燈の練り廻し、3日の本祭には4基の曳山、1台の屋台（庵屋台〔いおりやたい〕）が巡行する。

## 歴史と概要
福野地域の前身である福野町は1650年（慶安3年）に町建てし、2年後1652年（慶安5年）に大火で町全体をほぼ焼失したが町の再建に即座に取り掛かった。その際神明社創建のため伊勢神宮の分霊を迎えることになり使者を送った。その使者一行が帰途途中倶利伽羅峠あたりで夜になったことを町民達が知り、行燈を持って使者を出迎えたのが祭りの始まりといわれる。なお富山県内の砺波、南砺地方では、津沢夜高あんどん祭、庄川観光祭（庄川夜高行燈）、五鹿屋夜高祭、砺波夜高祭りなどの夜高祭りが行われているが、これらは神事ではなく砺波・南砺地方で6月初旬に、田植えが終わり休みを取るという意味の「ヤスンゴト」（休んごと）といわれる習慣があり、この時期に合わせ各地で五穀豊穣を願う田祭りとしておこなっているもので、福野から伝わったものと考えられる。
曳山の創建年代は定かではないが、上町、横町にはそれぞれ「1826年（文政9年）以降曳山を行った」、「1847年（弘化4年）に曳山修繕を行った」とする古文書が残っており、1818年 - 1829年（文政年間）に各町で曳山が創建され、1830年 - 1843年（天保年間）には4町曳き揃えが行われていたと考えられている。また同じ4町の屋台（庵屋台）が曳山を先導して巡行し庵唄を披露していた。
現在、1日、2日の宵祭りは神迎えの神事で、木枠や竹枠、針金を用いた型枠に彩色した蝋引き和紙を貼って造った御所車や神輿などの山車を最上部に乗せた横町・浦町・上町・新町・御蔵町・辰巳町・七津屋それぞれの大行燈7基、中行燈3基、小行燈13基合わせて23基の行燈が、「よいやさ、よいやさ」の威勢のよい掛け声のもと夜高太鼓を打ち鳴らしながら町内を練り廻し、夜には行燈に火が灯り夜空をほのかに染めながら練り廻される。1日には行燈コンクールが、2日の午後11時すぎからは大行燈による「引き合い」といわれるけんか行燈が行われ喧嘩祭りとして知られる。なお4月30日の前夜祭には、文久年間（1861年 - 1863年）の夜高行燈を再現した「文久の大行燈」の練り廻しが行われる。
3日の本祭では、4基の曳山と先導役として1台の屋台（庵屋台）が巡行する。祭礼当日、福野の中心部で、銀行が3つ集まる交差点、通称「銀行四つ角」に午前9時40分頃、4基の曳山と屋台（庵屋台）1台が揃い、午前10時より出発式を行った後、約200m先の福野神明社に向け出発し、福野神明社では神事と庵唄の奉納を行い、午前11半頃から曳山は各町内を午後4時頃まで巡行する。。
なお、祭り創始の伝承などから夜高行燈のほうが次第に盛大に行われるようになったこと、明治以降は全町揃っての曳山巡行が少なくなり、特に昭和10年代中ごろから戦争の影響で長らく曳山巡行が途絶え、昭和40年代後半になってようやく2基が復興、再び全4基が揃ったのが平成10年代後半になってからという歴史的背景もあり、1日、2日の宵祭りである夜高行燈の練り廻しや引き合いのほうが有名で、毎年7〜8万人の観光客が訪れ盛大に行なわれる。
福野夜高祭は、2004年（平成16年）7月16日に県の無形民俗文化財、4基の曳山は同年10月16日に市の有形民俗文化財に指定されている。また2006年（平成18年）に、「とやまの文化財百選（とやまの祭り百選部門）」に選定され、2014年（平成26年）10月には、福野夜高保存会が地域文化功労者文部科学大臣表彰を受賞。2017年（平成29年）12月20日には、日本ユネスコ協会連盟の「プロジェクト未来遺産」に選ばれた。
なおこの祭礼は、これまでの福野夜高保存会と福野夜高祭連絡協議会を2024年（令和6年）12月21日に統合した「福野夜高祭保存協議会」が祭礼の保存継承と、関連イベントの開催や誘客を担い、国指定重要無形民俗文化財指定も目指す。
2015年（平成27年）4月には、南砺市の各祭礼で庵屋台を持ち、庵唄を継承している4団体が集まり、地方、謡い手の技術向上・育成、継承保存を目的に、「南砺市庵唄伝承保存活動協議会」を立ち上げた。また南砺市も支援のため補助金を交付する。
- 所属する祭礼団体 : 福野神明社春季祭礼本祭〔福野夜高祭〕（福野）、城端神明宮春季祭礼〔城端曳山祭〕（城端）、宇佐八幡宮春季祭礼（福光）、よいやさ祭り（井波）

2020年（令和2年）4月4日、新型コロナウイルス感染症の拡大を受け、関係諸団体はこの年の夜高の練り廻し、引き合い、曳山の巡行などの中止を決定し、社殿での神事等は行った。また翌2021年（令和3年）の祭礼も、大行燈の練り廻し、引き合いを中止、曳山巡行をやめ展示のみにとどめるなど、規模を縮小し行う

## 夜高行燈
大行燈は高さ2丈1尺（約6.36m）で、小さな車輪が付いたソリ状の摺木（ずりき）といわれる台車の左右に、練り廻すための台棒といわれる約7.8mの太い丸太2本を、そこに横棒を前後4本（全8本）ずつ井桁に縄を用いて組む。摺木（ずりき）の中心には心棒を刺し、その心棒には下側から「御神燈」｢七津屋氏子｣などと書かれた連楽（れんがく、他地区では田楽（でんがく）ともいわれる）といわれる長方形の立方体の行燈、その前後に吊物（つりもん）といわれる行燈、その上に傘に水引幕を張った傘鉾（かさぼこ）、そして最上部には山車といわれる御所車や神輿、舟形を模った行燈がのせられている。連楽、吊物、山車は、約2ヶ月掛け木枠や竹枠、針金を用い立佞武多（たちねぷた）のように立体的に精巧な型枠を作り、そこに色とりどりの彩色をした和紙に蝋引きを施し貼ったものである。夜になり中に火が燈るとよりいっそう山車や吊物が鮮やかに立体的に浮かびあがる。なお、大行燈の山車、前後の吊物のテーマは各町決まっている。また中行燈は高さ約5m、小行燈は高さ約3.5m-4mで、形状は大行燈と同じである。
明治以前は高さが約11mもあり現在の行燈よりも背が高くスマートだったと云われ、文久の頃には高さ4丈（約12m）ほどあったとされるが、1892年（明治25年）には町内にも電線が引かれるようになったため、1892年（明治25年）頃には2丈5尺（約7.58m）に高さ制限をし、その後1910年（明治43年）には、全町に電話線が引かれたため現在の高さに規制された。
福野文化創造センター「ヘリオス」には、横町の大行燈1基が常設展示（入場無料）されているほか、富山市内にあるますの寿しの「源」の工場に併設されている「ますのすしミュージアム」内のレストハウスには、新町の大行燈1基が常設展示されている。

### 横町（よこちょう）
- 大行燈 - 1基
  - 山車: 大黒、吊物: 前- 牡丹軍配、後- 鶴と亀
- 中行燈 - 1基
- 小行燈 - 2基

### 浦町（うらまち）
- 大行燈 - 1基
  - 山車: 御所車、吊物: 前- 火炎太鼓、後- のし
- 中行燈 - 1基
- 小行燈 - 3基

### 上町（かんまち）
- 大行燈 - 1基
  - 山車: 高御座（たかみくら）、吊物: 前- 鳳凰、後- 打出の小槌・扇子
- 小行燈 - 1基

### 新町（しんまち）
- 大行燈 - 1基
  - 山車: 神輿、 吊物: 前- 冠大ぬさ鏡、後- 獅子牡丹
- 小行燈 - 2基

### 御蔵町（おくらまち）
- 大行燈 - 1基
  - 山車: 花車、吊物: 前- 鳳凰、後- 火炎軍配
- 小行燈 - 1基

### 辰巳町（たつみちょう）
- 大行燈 - 1基
  - 山車: 宝船、吊物: 前- 軍配、後- 巾ちゃく
- 中行燈 - 1基
- 小行燈 - 1基

### 七津屋（ななつや）
- 大行燈 - 1基
  - 山車: 屋形船、連楽（田楽）行燈: 高さ 2m・幅 1.3m[10]、吊物: 前- 羽衣、後- 恵比須
- 中行燈 - 1基
- 小行燈 - 2基

### 文久の大行燈の復元と練り廻し

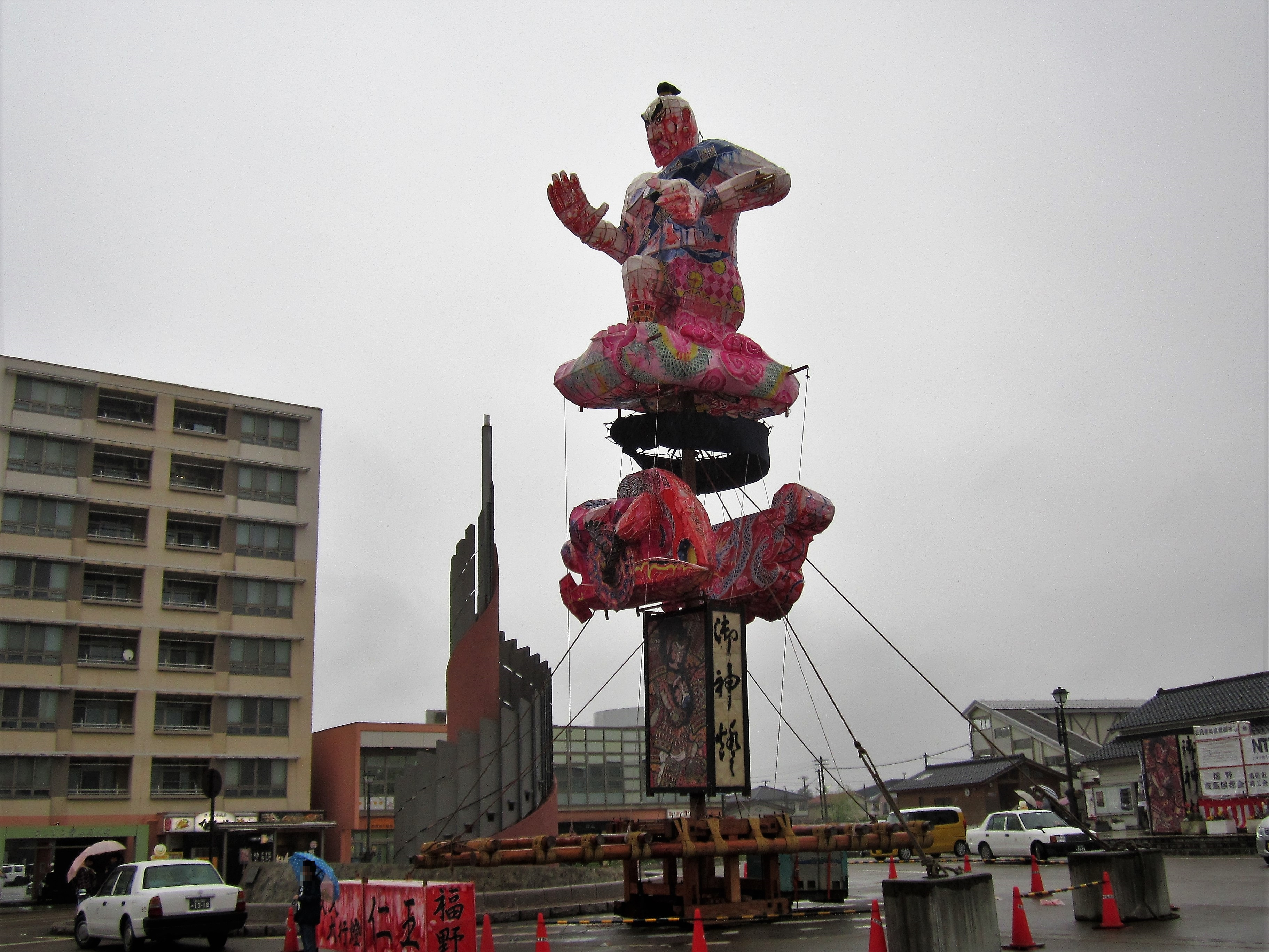
文久の大行燈、上から山車、傘鉾、吊物、連楽（田楽）

福野開町350年を記念して、2000年（平成12年）の前夜祭より一番背の高かったと云われる文久年間の夜高行燈を復元（高さ約12m）し、福野駅前で祭礼中の展示を開始。2005年（平成17年）の前夜祭からは、電線地中化工事が完了した福野駅前通り約200mで練り廻しを行っており、観光客など誰でも練り廻しに参加できる。大行燈は町内の有志と、富山県内外よりボランティアを募り作製され、3代目である現在の行燈は、高さ約16m弱と非常に大きく背の高い夜高行燈である。
なおこの大行燈の制作者が高齢化し、また担い手も少ないため、2019年（令和元年）の祭礼を以って、20年続いた大行燈の練り廻しは休止することとなった。
- 高さ: 約15m〜16m、長さ: 約8.5m（台棒間）、横幅: 約3m（横棒間）[15][14]

### 福野文化創造センター「ヘリオス」の大行燈
当センターがオープンした1991年（平成3年）よりアトリウムに展示されており、現在の夜高行燈は3代目でいずれも横町が手掛けたものである。1996年（平成8年）には神戸市にも遠征した2代目に、2015年（平成27年）12月22日には現在の3代目に19年ぶりに改修された。
- 大行燈 - 1基
  - 高さ: 約8m（通常祭礼で練り廻すものより約1.5m高い）
  - 山車: 唐獅子と牡丹の花、吊物: 前- 扇と松竹梅で飾った酒樽、後- 鼓太鼓 （電球 約230個）

## 夜高太鼓と越中夜高太鼓保存会
夜高太鼓は、夜高を出す7つの町が祭りを盛り上げ、引き合いでは鼓舞するため打ち鳴らす勇壮な太鼓で、以前はそれぞれ7町内が保存会を持ち、保存伝承、育成に努めていたが、1966年（昭和41年）にこれらの保存会を「越中夜高太鼓保存会」に統合した。2016年（平成28年）11月には結成50周年を迎えた。

## 引き合い
2日深夜11時すぎから大行燈7基で行なわれる引き合い（けんか行燈）は、福野夜高祭のメインイベントで、行燈を曳く若衆はもちろんのこと、観客たちも興奮と、熱気に包まれる。
富山県内で行われる他地区の引き合い（突合せともいう）は、正面から勢いよくぶつかり合い、あんどんの前部（心木）で相手の前面に吊られた（飾られた）吊物を潰しあうのだが、福野の引き合いは狭い道路ですれ違いざまに行燈の上に登った多くの若衆たちが、手や足を使い直接相手の行燈を壊しあうのが大きな特徴である。
7基の大行燈（横町・浦町・上町・新町・御蔵町・辰巳町・七津屋）は上り行灯、下り行燈に分かれ（並び順は毎年変わる）、下り行燈の3町は行燈がぎりぎりですれ違えるほどの狭い上町通りにほぼ等間隔で、上り行燈も合い対し順に並ぶ。なお、御蔵町は中立とされ、下り行燈の最後尾に並ぶが引き合いは行なわない。
並び終えると若衆たちは酒を酌み交わし、福野夜高節を唄い、夜高太鼓を打ち鳴らし、「よいやさ、よいやさ」と威勢のよい掛け声をあげ、観客共々気持ちを昂らせていく。やがて裁許と書かれた提灯を持った世話人が一箇所に集まり打ち合わせが始まる頃になると、多くの若衆達が自町の行燈に登り準備を始め、世話人がそれぞれの町内に戻るといよいよ引き合いが始まる。上り行燈3町が順番に動き出し下り行燈の横を順にすれ違うが、下り行燈側は後部台棒を斜めにずらし上り行燈の行く手を阻む、そのさいお互いの行燈の山車、吊物の骨組みである木枠、竹枠、また和紙を直接手や足で蹴り、破き、引きちぎり壊す。なお神明社の神様は女性で行燈が壊れれば壊れるほど喜ばれ、その後1年が良い年になるといわれており、時には本当の喧嘩、転落事故もおこる約5〜6mの高さで行なわれる激しい空中戦に観客も熱狂し最高潮に達する。そして3町と相対し行燈がぼろぼろに壊れすべての引き合いが終わると、各町の世話人が集まり、祭事が無事執り行われ終了した旨の報告と来年の引継ぎとして、「しゃんしゃんの儀」といわれる手締めが行なわれ祭りは終了する。
なお富山県内の津沢夜高祭り、庄川観光祭（庄川夜高行燈）では1日目、2日目と引き合い（突合せ）が行なわれるが、ここ福野では2日目だけ行なわれる。これは他の地区の引き合い（突合せ）は行燈前部に吊られた吊物だけを潰しあうため予備の物と交換できるが、福野では前述のとおり行燈全体を潰しあうため修復不能になるからである。

## 曳山と屋台（庵屋台）
曳山
4基ある曳山の内「横町」、「浦町・辰巳町」、「新町」の3基の曳山は、高岡御車山と同じように地車に鉾柱（心柱）を立て花傘を付けた花鉾山車で、上山と下山の二層構造からなり、上山中央の鉾柱（心柱）の上部にはひげこといわれる竹籠を付け、その周りに菊のカラフルな花びらを5個付けた割竹を放射状に広げた花傘の鉾山で、鉾柱（心柱）の先端には鉾留が付いており、本座といわれる御神体を供えている。また横町の曳山には相座人形としてからくり人形が供えられている。もう1つの「上町・七津屋」の曳山は、富山県内では唯一ここだけの船鉾曳山で、高さは約5.3m、こちらも上山と下山の二層構造からなり、上山には花傘ではなく入母屋造り唐破風の屋根をそなえた舟型形式の曳山となっており、中に本座を供える。船首には翼長2.3mの中国の想像上の鳥で水難よけとされる木彫りの鷁（げき）が飾られ、彫刻が施された大きな梶が船尾に付いている。4基の曳山の下山は幔幕（まんまく）が張られている山と戸帳の山がある。また車輪は4輪の大八車（外車）様式で、板車または輻車（やぐるま〔スポーク式〕）である。
曳山は1939年（昭和14年）に戦争の影響で曳かれなくなったが、1973年（昭和48年）に横町と上町・七津屋の2基の曳山が復活、その2005年（平成17年）に浦町・辰巳町、新町の2基の曳山が復活し、翌2006年（平成18年）の祭礼よりおよそ70年ぶりに4基すべて揃っての巡行が行われている。
屋台（庵屋台）
屋台（庵屋台）は曳山を保有する4町がそれぞれ持っており、すべての屋台が曳山を先導して巡行し庵唄を披露していたが、1952年（昭和27年）以降まったく曳き出されなくなった。
その後2006年（平成18年）には、最も保存状態のよい上町・七津屋の屋台1台のみを祭礼時曳き出し街頭展示し、3日の曳山出発式では福野庵唄保存会が庵唄を披露したが、担ぎ手などの人手不足などから曳山と共に巡行することは出来ずにいた。しかし南砺市市制10周年を迎える2014年（平成26年）の祭礼より、曳山を先導し曳き回す計画を福野曳山保存振興会が発表し、庵唄の三味線、笛、太鼓の演奏者、唄い手等の若手育成にも力を入れ、担い手の確保も目指すこととなった。
その上町・七津屋の屋台（庵屋台）は、長さ3.6m、幅2.7m、高さ3.6mの3層構造である。最上部には、外観、内部とも精巧な家屋の模型が乗せられており、2層目は白漆が塗られた欄間が、最下層部は格子が巡らされている。また、屋台はこれまで人が担いで移動するものとなっていたが、屋台曳き回し復活にあたり、上町・七津屋の屋台には城端曳山祭の庵屋台と同じように4本の足に車輪を取り付け移動の負担を軽減している。また、祭囃子や庵唄を演奏する庵唄保存会は、祭り屋台の中に入り移動しながら奏でるが、下層部には床がないので屋台の移動に合わせて歩きながら演奏する。なお残り3町の屋台は、現在保存状態が悪く曳き出すことができない。
2014年（平成26年）5月3日の本祭には、待望の曳山を先導しての屋台巡行復活の予定だった。しかし屋台蔵出し後、曳揃え場所の銀行四つ角まで移動させたが、突風により屋台の屋根の一部を破損したため、これまでどおり曳山のみの巡行が行われた。なお曳山保存振興会は、屋根を修理し来年以降巡行を実現させたいとし、同年10月に修理を行い、2015年（平成27年）の本祭で63年振りに巡行に加わった。

### 横町
- 創設: 不明 〔1847年（弘化4年）ともいわれる〕
- 鉾留（ほこどめ）: 鼓
- 本座: 猩々の汲み酒
- 相座（からくり人形）: 唐子のでんぐり返し
- 後塀（見送り）: 飲中八仙歌 李白
  - 4基の内唯一相座としてからくり唐子人形が乗せられている。
  - 1847年（弘化4年）から1920年（大正9年）まで、曳山の装飾等の充実を目的に改変を13回行っている。

### 上町・七津屋
- 創建: 1818年（文政元年）頃
- 本座: 神功皇后の西征航海
- 陪従: 武内宿禰
- 高さ: 約5.3m
  - 4基の内唯一花山車ではなく屋台形式の船鉾曳山。屋根は入母屋造り唐破風の屋根で、翼長2.3mの水難よけとされる木彫りの鷁（げき）が船首に飾られている。船尾には彫刻が施された大きな梶、上部には幟（のぼり）や吹流しが立てられる。
- 4町で唯一祭礼時、屋台（庵屋台）を曳き出し曳山を先導し巡行する。

### 浦町・辰巳町
- 創建: 1818年 - 1830年（文政年間）頃
- 鉾留（ほこどめ）: 金幣
- 本座: 素戔鳴尊（すさのおのみこと）の大蛇（おろち）退治
- 後塀（見送り）: 白象に戯れる唐子たち
  - 井波町で2004年（平成16年）に曳山発見された曳山彫刻の下絵により、文政年間頃の建造とわかった。
  - 上山の勾欄は朱塗りと白木の二重勾欄になっている。

### 新町
- 創建: 1820年（文政3年）頃
- 鉾留（ほこどめ）: 法螺貝
- 本座: 橋弁慶牛若丸
- 硯塀（見送り）: 龍
  - 弁慶の像の目には水晶が使用されている。
  - 1875年（明治8年）に車輪を、直径3尺5寸（約１m）の内車から4尺7寸（約1.4m）の外車（輻車）へ変更している。

## 夜高行燈の遠征

### 大銀座まつり
1973年（昭和48年）10月、東京銀座で夜の歩行者天国にて行なわれた「銀座光のパレード」で夜高行燈4基を練り廻した。

### 神戸市
1996年（平成8年）、阪神・淡路大震災の被災地である神戸市にて、被災地復興を願い市民を元気付けようと横町が大行燈を練り廻した。

### 伊勢神宮での練り廻し
これまで2002年（平成14年）3月23日、2010年（平成22年）に夜高祭り発祥の起源といえ、関わりのある伊勢神宮にて行燈の練り廻しをおこなっている。2010年（平成22年）には高さ15mの文久の大行燈を鳥居の前広場で練り廻し観光客に好評だったため、式年遷宮が執り行われる2013年（平成25年）にも参加依頼を受け、横町と七津屋が中行燈、新町が小行燈を持ち込み練り廻すこととなり、伊勢神宮の夜間参拝が行われた同年8月1日、関係者約90人が出向き約400mの外宮参道を練り廻し2往復した。また小行燈は現地の子供達が法被を着て練り廻しに参加した。

### リヨン光の祭典
2011年（平成23年）にフランスのリヨン市で毎年12月8日から11日に開かれる 光の祭典 (Fête des Lumières)に、新町・上町・横町の3基の大・中行燈と浦町の2基の小行燈と共に60人が初の海外遠征し、リヨン市街地約3.5kmを「よいやさ、よいやさ」の威勢の良い声とともに夜高行燈を練り廻した。期間中遠征団員のほか現地邦人や一般人など毎夜約100人が行燈練り廻しに参加したほか、リヨン市庁舎では福野夜高祭の企画展も行ない共に好評を得た。最終日には宵祭でも執り行われる「しゃんしゃんの儀」を披露し締めくくった。リヨン市ではこの年3月に起きた東日本大震災からの復興を目指す日本より日本で行なわれている光の祭りを招くこととなり、福野夜高が招へいされた。
リオン市内は路面電車が走っており高さ6m以下の制限がある。現在の大行燈は約6.36mあるため高さ調整の必要があるが、行燈の組み方の工夫だけではクリアすることが難しいため、一番上に乗せられる山車（だし）を9月頃より一回り小さい物に新調するなど特別仕様として対応した。

### 相馬野馬追
2013年（平成25年）7月27日、福島県南相馬市で毎年行われている、相馬野馬追の前夜祭パレードに東日本大震災の被災地復興を願い、浦町の中・小、2基の夜高行燈が出向き、現地の子供達35人も参加して練り廻した。また2017年（平成29年）には、同祭礼に4年ぶりに再訪し、2基の中・小行燈を練り廻した。
- その他にこれまで、金沢（1899年）、富山市（1981年6月・大行燈2基）、名古屋市（1989年・大行燈2基）、多度津町（1990年・大行燈2基）、京都（1996年）、武蔵野市（2014年11月8日・小行燈4基）[32]などにも出向き練り廻しを行っている。

## 福野地区その他の夜高行燈祭り
- 福野西部地区の夜高行燈（毎年6月 第2金曜〜日曜日） - 南砺市福野町西部地区（布袋、森、三ツ屋、桐木）[33]
  - 福野西部地区では毎年6月の上記3日間に渡り、高さ4mほどの夜高行燈が練り廻されている。こちらは田祭りとして行われ、以前は農村部の西部地区の各集落で個々に行われていたが、担い手不足により1995年（平成7年）より1本化し、西部地区協議会、福野西部公民館の行事として西部地区内10集落を練り廻している[34]。